# Canzona
Canzona ou canzone (literalmente "canção", em italiano) é uma composição instrumental  do Renascimento. Tipica do Cinquecento e do Seicento, é estrutural  e formalmente similar ao ricercar.
Baseadas inicialmente nas canções polifônicas franco-flamengas (chansons), estas canzone instrumentais, tais como as compostas por Giovanni Gabrieli, influenciaram a fuga e foram ancestrais diretas da sonata. Seu andamento é rápido,  e o ritmo inicial é de mínima mais 2 semínimas.